# طوارئ جراحية
الطوارئ الجراحية هي طوارئ طبية تحتاج تدخل جراحي (هذا هو السبيل الوحيد لعلاج المشكلة علاجًا ناجحًا).
تعد الحالات التالية حالات طوارئ جراحية:
- الصدمة الحادة
- البتر الخطأ
- التهاب الزائدة الدودية الحاد
- تفتق أم الدم الأبهرية
- تسلخ الأبهر
- نزف الحمل المنتبذ
- انسداد معوي
- نزف داخلي
- ثقب معدي معوي
- انفتال معوي
- اندحاس قلبي
- الورم الدموي تحت الجافية الحاد
- انسداد مجرى الهواء الحاد
- إقفار الأطراف (نقص التروية)
- إقفار المساريق الحاد
- الورم العصبي الصماوي الذي يسبب اختلالاً متجانسًا حادًا لعدم الاستجابة للعقاقير (غالبًا نتيجة عدم التعويض)
- الاسترواح الصدري (Pneumothorax)
- جلاع
- التهاب الصفاق
- انفصال الشبكية
- فساح
- انحباس الإجهاض
- ثقب برازي
- التواء خصوي
- احتباس البول